# Hawaii Wing Civil Air Patrol
A Hawaii Wing Civil Air Patrol (HIWG) é uma das 52 "alas" (50 estados, Porto Rico e Washington, D.C.) da "Civil Air Patrol" (a força auxiliar oficial da Força Aérea dos Estados Unidos) no Estado do Hawaii. A sede da Hawaii Wing está localizada na Honolulu. A Hawaii Wing consiste em mais de 700 cadetes e membros adultos distribuídos em 10 locais espalhados por todo o Estado.
A ala do Hawaii é membro da Região do Pacífico da CAP juntamente com as alas dos seguintes Estados: Alaska, California, Nevada, Oregon e Washington.

## Missão
A Civil Air Patrol tem três missões: fornecer serviços de emergência; oferecer programas de cadetes para jovens; e fornecer educação aeroespacial para membros da CAP e para o público em geral.

## Serviços de emergência
A CAP fornece ativamente serviços de emergência, incluindo operações de busca e salvamento e gestão de emergência, bem como auxilia na prestação de ajuda humanitária.
A CAP também fornece apoio à Força Aérea por meio da realização de transporte leve, suporte de comunicações e levantamentos de rotas de baixa altitude. A Civil Air Patrol também pode oferecer apoio a missões de combate às drogas.

## Programas de cadetes
A CAP oferece programas de cadetes para jovens de 12 a 21 anos, que incluem educação aeroespacial, treinamento de liderança, preparo físico e liderança moral para cadetes.

## Educação Aeroespacial
A CAP oferece educação aeroespacial para membros do CAP e para o público em geral. Cumprir o componente de educação da missão geral da CAP inclui treinar seus membros, oferecer workshops para jovens em todo o país por meio de escolas e fornecer educação por meio de eventos públicos de aviação.

## Organização

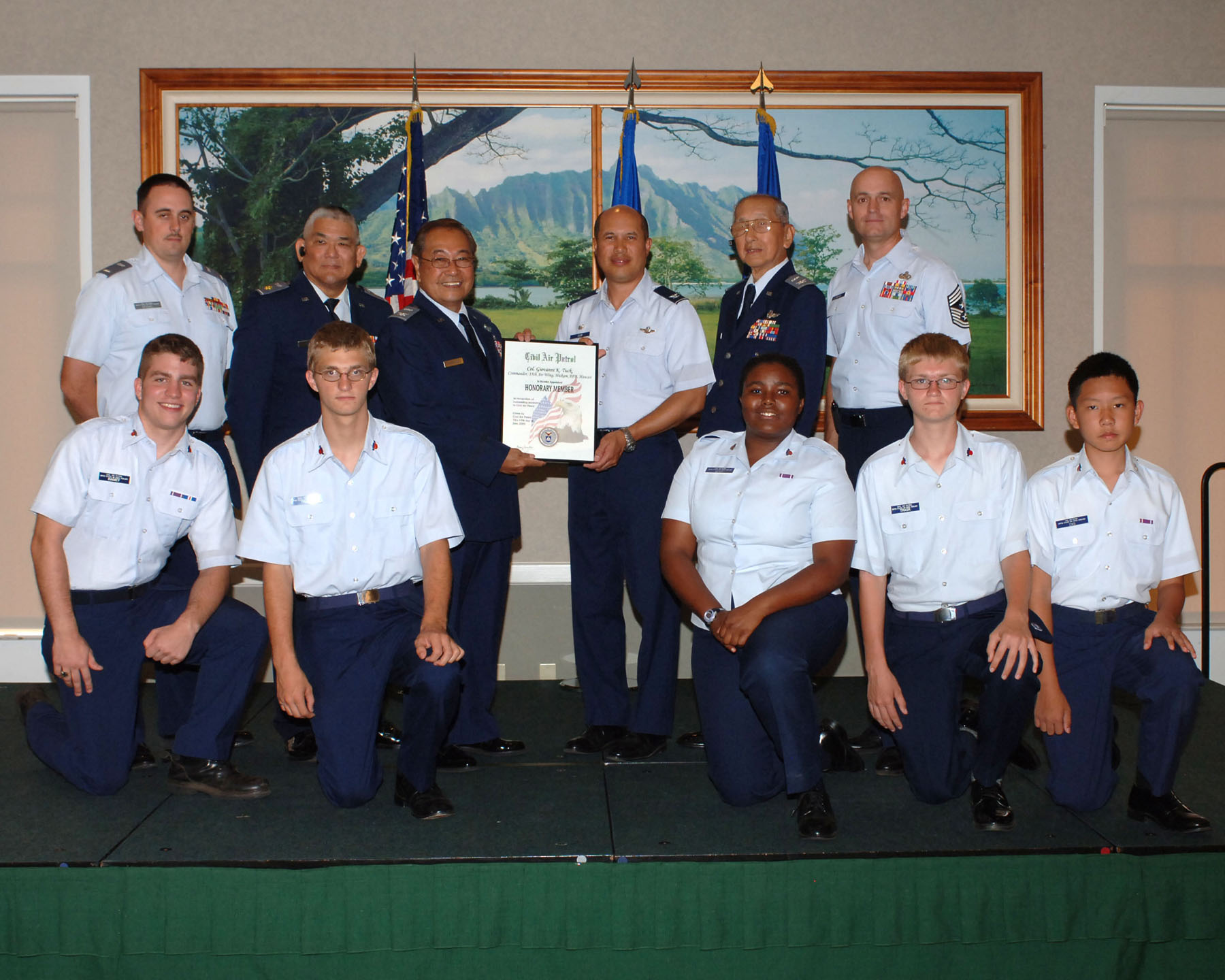
Membros da Ala do Havaí, Patrulha Aérea Civil, conferem a "Honorary CAP Membership" ao Coronel Giovanni Tuck, comandante da 15ª Ala de Transporte Aéreo.

| Designação        | Nome do Esquadrão                    | Localização           |
| ----------------- | ------------------------------------ | --------------------- |
| PCR-HI-077 (77th) | St Louis Crusader Composite Squadron | Honolulu              |
| PCR-HI-066 (66th) | Hickam Composite Squadron            | Hickam Air Force Base |
| PCR-HI-078 (78th) | Honolulu Senior Squadron             | Honolulu              |
| PCR-HI-073 (73rd) | Kauai Composite Squadron             | Lihue                 |
| PCR-HI-060 (60th) | Kona Composite Squadron              | Kailua-Kona           |
| PCR-HI-043 (43rd) | Lyman Field Composite Squadron       | Hilo                  |
| PCR-HI-030 (30th) | Maryknoll Cadet Squadron             | Honolulu              |
| PCR-HI-057 (57th) | Maui Composite Squadron              | Kahului               |
| PCR-HI-075 (75th) | West Oahu Composite Squadron         | Kapolei               |
| PCR-HI-009 (9th)  | Wheeler Composite Squadron           | Schofield Barracks    |